# Erdoğan Atalay
Erdoğan Atalay (Hannover, 1966. szeptember 22. –) török származású német színész. Világszerte a Cobra 11 című bűnügyi akciófilm-sorozat főszereplőjeként ismert, mint Semir Gerkhan.

## Életpályája
Erdoğan Atalay Nyugat-Németországban, Hannoverben született, apja Teoman Atalay török színész 1990 óta nem él velük, édesanyja a német Berbel, törökül meg sem tanult rendesen. Már 18 éves korában belekóstolt a színészetbe, és kapott is kisebb szerepeket. 1987-ben beiratkozott a  Hamburgi Zeneművészeti és Művészeti Főiskolára , hogy zenét és képzőművészetet tanulhasson. Tehetségét a hamburgi színházban is kamatoztatta. 1996-ban sikerült az áttörés, ekkor kapta meg Semir Gerkhan szerepét. Cobra 11-es pályafutása alatt szerepelt A bohóc című sorozatban is.

## Magánélete
2002-ben kislánya született, Amaria Paulette Melissande. Anyjával, Ann-Marie Astrid Pollman színésznővel azonban, akit a sorozatban ismert meg, csak lányuk születése után két évvel házasodtak össze. A házasság válással végződött 2009 végén. Lányuk Pauletta szintén színész, 2012-ben debütált a német SOKO 5113 című krimisorozat egy epizódjának („Für meine Tochter”) mellékszerepében, amelyben Atalay is játszott. 2014 óta Pauletta a Cobra 11 sorozatban is szerepel, ahol Atalay filmbeli alakjának, Semir Gerkhan lányát játssza el (Ayda Gerkhan).   A sminkes Katja Ohneckkel  2012 óta alkotnak egy párt.  2017 januárjában a Maldív-szigeteken mondták ki egymásnak a boldogító igent, amikor már megvolt négyéves kisfiuk, Maris is. Júliusban otthon tartották meg a hivatalos esküvőt. A 2018-as budapesti Cobra 11-forgatáson kiderült, hogy 51 évesen ismét apa lesz.

## Filmjei
- 1990: Musik groschenweise
- 1994: Die Wache
- 1995: Doppelter Einsatz
- 1996– : Cobra 11
- 1997: Sperling und der falsche Freund
- 1998: A Bohóc (Der Clown), tévésorozat
- 1999–2000: Hinter Gittern – Der Frauenknast (3 Folgen)
- 2000: Liebe Pur
- 2000: Maximum Speed
- 2003: Cobra 12 – Az új csapat, tévésorozat
- 2006: Hammer und Hart
- 2010: C.I.S. – Chaoten im Sondereinsatz, tévésorozat
- 2011: Geister all inclusive
- 2012: SOKO 5113
- 2012: Cindy aus Marzahn und die jungen Wilden
- 2013: Mordkommission Istanbul
- 2015: Macho Man
- 2016: SOKO Stuttgart – Fluch des Geldes, tévésorozat